# Anna Rust

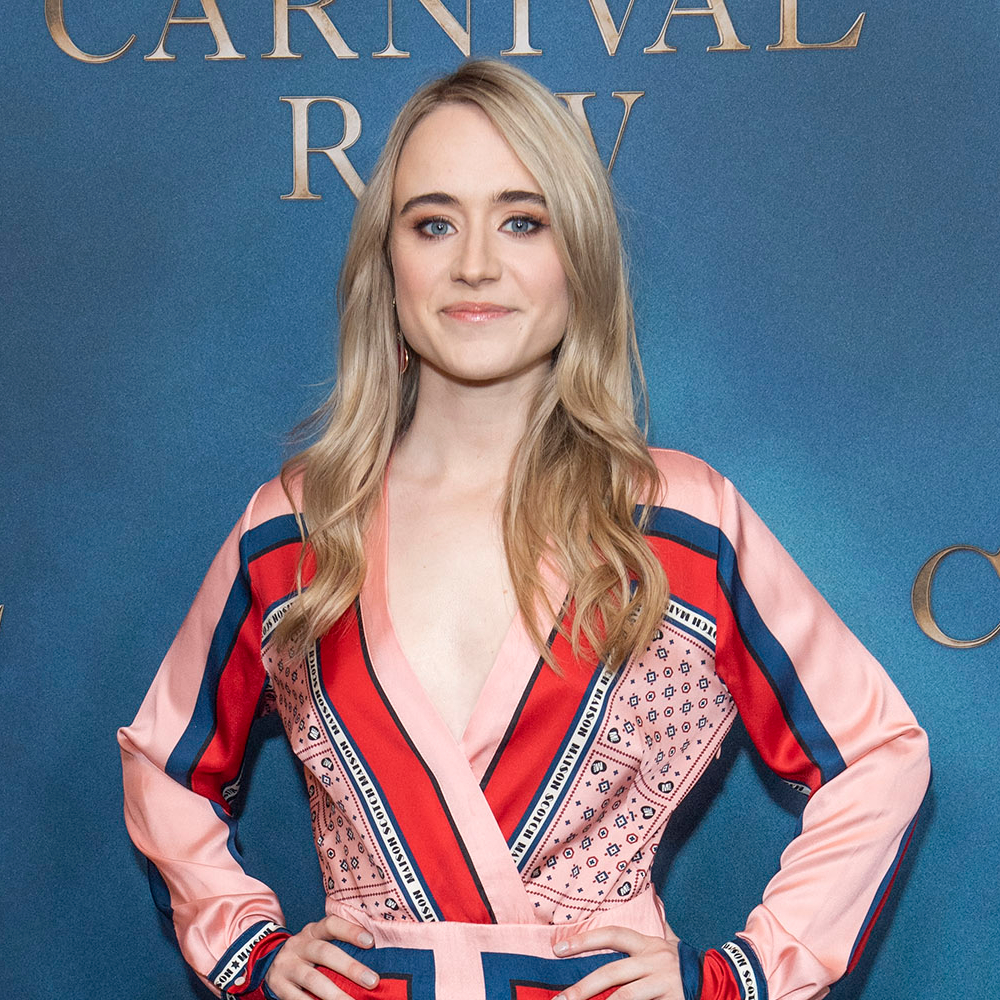
Anna Rust (2019)

Anna Rust (* 3. Mai 1995 in London, England) ist eine britische Schauspielerin und Synchronsprecherin.

## Leben
Rust ist die Tochter von Will Rust und Clare Bryant. Sie ist Tieraktivistin, LGBT-Repräsentantin und Feministin. Sie begann ihre Schauspielkarriere als Kinderdarstellerin in zwei Episoden der Mini-Serie Doctor Zhivago und einer Nebenrolle in Brothers Grimm. 2013 folgten Besetzungen in dem Kurzfilm Bloody Night und dem Fernsehfilm The Missionary. 2014 hatte sie eine Episodenrolle in Crossing Lines und verkörperte 2015 in drei Episoden der Fernsehserie Legends die Rolle der Khava Bazaeva. 2019 war sie in insgesamt sechs Episoden der Fernsehserie Carnival Row in der Rolle der Fleury. Sie ist außerdem als Synchronsprecherin in Videospielen tätig.

## Filmografie

### Schauspiel
- 2002: Doctor Zhivago (Mini-Serie, 2 Episoden)
- 2005: Brothers Grimm
- 2013: Bloody Night (Kurzfilm)
- 2013: The Missionary (Fernsehfilm)
- 2014: Crossing Lines (Fernsehserie, Episode 2x04)
- 2015: Legends (Fernsehserie, 3 Episoden)
- 2017: Mozart in Love: Intermezzo in Paris
- 2017: Arktika.1 (Videospiel)
- 2018: Ophelia
- 2019: Carnival Row (Fernsehserie, 6 Episoden)
- 2020: Intelligent Design
- 2020: Satiety

### Synchronisation (Auswahl)
- 2017: Star Wars Battlefront II (Videospiel)
- 2018: Battlefield V (Videospiel)
- 2019: Final Fantasy XIV: Shadowbringers (Videospiel)
- 2020: Cyberpunk 2077 (Videospiel)

### Drehbuch und Regie
- 2020: Satiety